# Wasserturm Steglitz

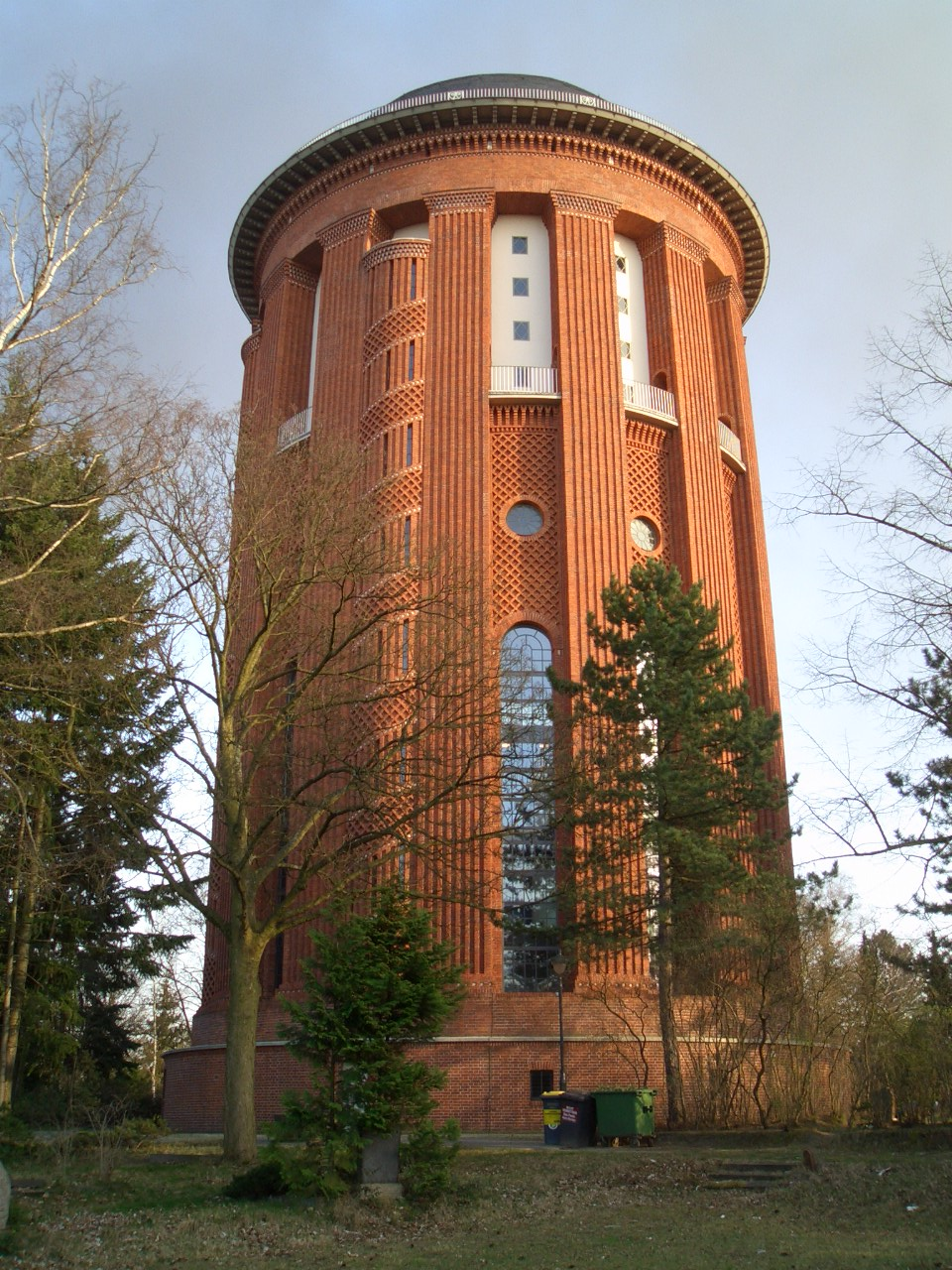
Der Wasserturm Steglitz

Der Wasserturm Steglitz ist ein Baudenkmal im Berliner Ortsteil Steglitz des Bezirks Steglitz-Zehlendorf und steht auf dem Friedhof Steglitz, Bergstraße 38. Der 42 Meter hohe Turm wurde von Hans Heinrich Müller entworfen und in den Jahren 1915 bis 1919 errichtet. Zur Zeit seiner Erbauung stand der Wasserturm auf den Rauhen Bergen am Rande des Friedhofes und wurde erst später durch die Ausdehnung desselben von ihm umschlossen.

## Baugeschichte

### Planung und Errichtung

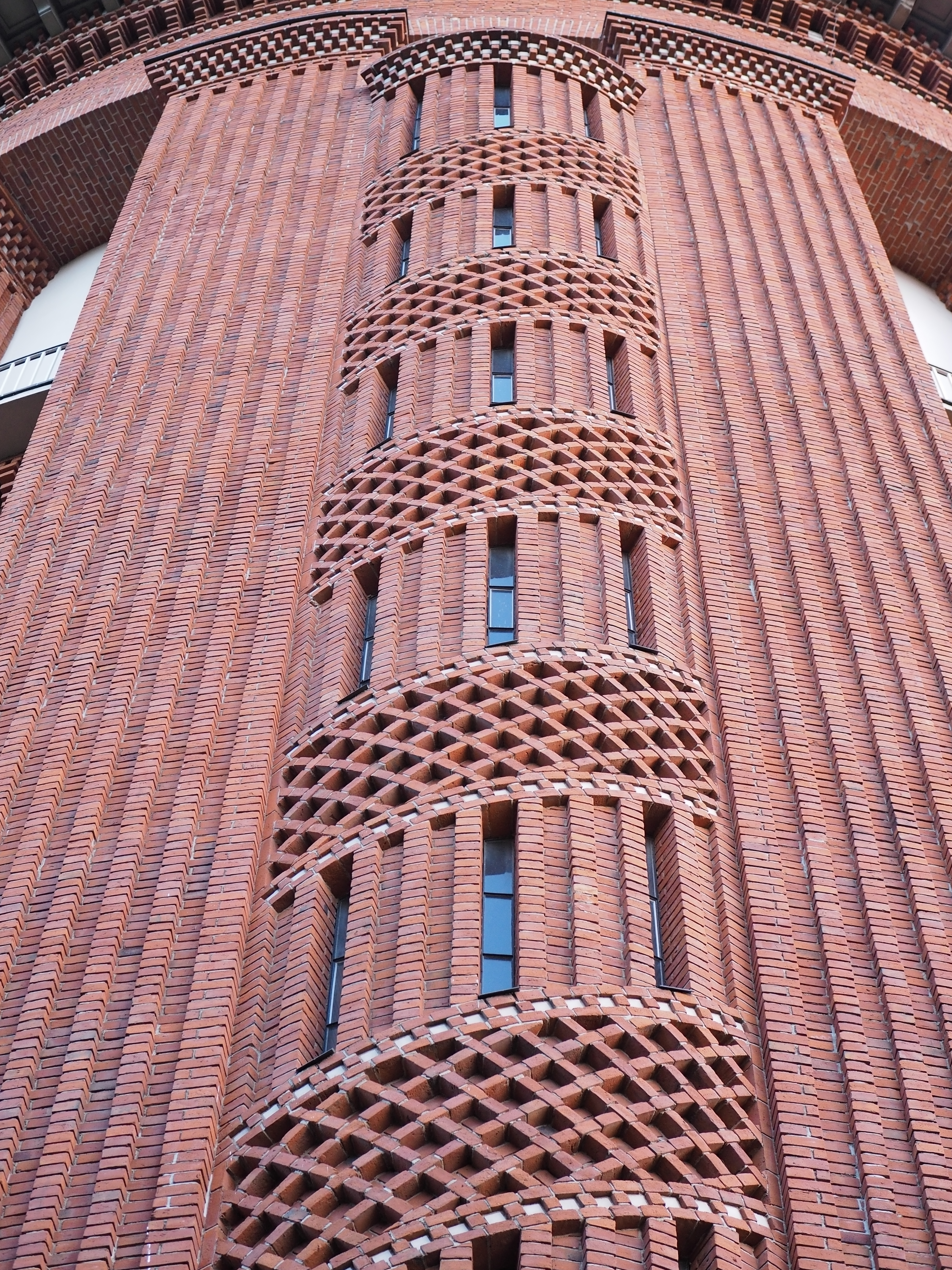
Detail der Fassade beim Wendeltreppenhaus

Die vor dem Ausbruch des Ersten Weltkrieges begonnene Planung für einen Trinkwasserturm hatte die Sicherung der Eigenständigkeit der Gemeinde Steglitz zum Ziel. Vermutlich wurde der Wasserturm mit seinem Klönne-Behälter jedoch nie für die Wasserversorgung der Bevölkerung genutzt, weil Steglitz kurz nach seiner Fertigstellung an das Wasserversorgungsnetz der Berliner Städtischen Wasserwerke angeschlossen wurde.
Architektonisch entspricht der gewaltige Rundbau aus roten Backsteinen dem Stil des aufkommenden Ziegelexpressionismus. An seinem Bau waren der Baumeister Schwenke und der Maurermeister Wilhelm Reiche beteiligt.

### Umbauarbeiten

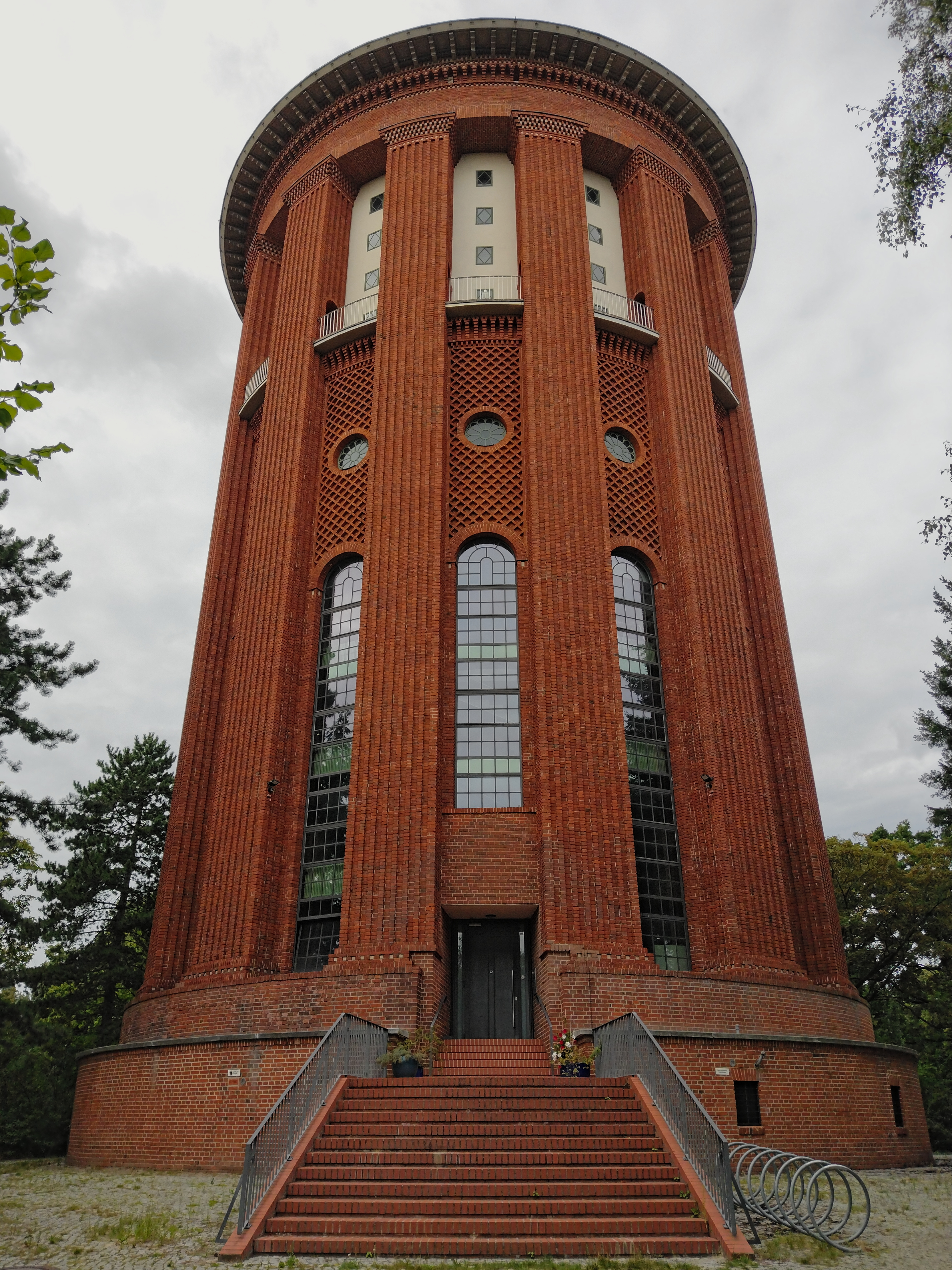
Eingang auf der Südseite

Der Wasserturm wurde mehrfach verändert, um jeweils neue Funktionen zu erfüllen:
- 1923: Urnenhalle (Kolumbarium), später Einstellung der Arbeiten
- 1926: Einbau eines neuen Wasserbehälters
- 1927: Beginn von Umbauarbeiten als Einsegnungs- und Urnenhalle, mit Erweiterungsbau als Krematorium
- 1928: Inbetriebnahme des Wasserturms als Reservoir für Steglitz und Schöneberg
- 1932: Einstellung der Umbauarbeiten von 1927
- 1935: neue Umbauten zu einem „Ehrenmal für die Gefallenen des 1. Weltkriegs und der Bewegung“
- 1936: Einweihung des Ehrenmals
- 1941: Brand in der Ehrenhalle durch einen Luftangriff im Zweiten Weltkrieg
- 1943: Zerstörung des Wasserbehälters durch einen Luftangriff
- 1945: Abbruch der zerstörten Ehrenhalle
- 1950: Beseitigung der Schäden am Wasserturm
- 1962: Stilllegung des Wasserturms
- 1992: Aufnahme in die Denkmalliste[1]
- 1999/2000: Restaurierung des Wasserturms: Fassade durch das Bezirksamt, Innenräume durch den neuen Nutzer[2]
- seit 2000: Nutzung des Wasserturms als Verlagsgebäude der medizinischen Verlage A.T.I. GmbH und A.V.I. GmbH (Herausgeber des Arznei-Telegramms und lokalhistorischer Bücher)